# جيمس برايت
'جيمس ويلسون برايت' (1852-1926) عالم لغوي أمريكي، نشط في أواخر القرن التاسع عشر وأوائل القرن العشرين. كان أستاذًا في فقه اللغة الإنجليزية بجامعة جونز هوبكنز، وتخصص في اللغات الجرمانية المبكرة والإنجليزية القديمة والوسطى على وجه التحديد.

## السيرة الذاتية
أكمل برايت تعليمه الجامعي في كلية لافاييت في إيستون، بنسلفانيا. خلال العام الدراسي 1861-1862، بدأت مسابقة في المدرسة للعثور على عضو الصف الأول «الذي يُعتبر الأكثر كفاءة في فقه اللغة الإنجليزية كما يتضح من مناقشة مكتوبة للغة في بعض كلاسيكيات الإنجليزية.» سميت هذه المسابقة بجائزة فاولر، سميت على اسم العالم الشهير ويليام تشونسي فاولر الذي كان صديقًا للمدرسة وصنع الجائزة ومكافأتها البالغة 30 دولارًا. في عام 1876، خلال الوقت الذي التحق فيه برايت في جامعة لافاييت، كان موضوع الجائزة هو دراسة الشاعر الأمريكي ويليام كولين برايانت. تنافس برايت فيها، وفاز بجائزة فاولر هذا العام، وخلال حفل التخرج حصل على الجائزة من قبل براينت نفسه في حفل التخرج.
كان برايت أول شخص يحصل على درجة الدكتوراه في اللغة الإنجليزية من جامعة جونز هوبكنز عام 1882. بعد التدريس لفترة وجيزة في جامعة كورنيل، عاد إلى جونز هوبكنز عام 1885، حيث أشرف على تطوير برنامج اللغة الإنجليزية.
أصبح برايت أول من يشغل كرسي كارولين دونوفان للغة الإنجليزية، الذي تأسس عام 1905. وشغل هذا الكرسي حتى تقاعده في عام 1925. وخلفه كرئيس (وإن لم يكن أستاذًا كدونوفان) جون كالفن فرينش.
ومن بين منشوراته، برايت كان قارئ أنجلو ساكسوني، والذي تشابهت قراءاته مع القراءات التي نشرها عالم اللغة البريطاني الأكثر شهرة هنري سويت، كما ان سويت لاحظ أن عمل برايت «يحمل تشابهًا مذهلاً مع نسخة سابقة من القراءات الخاصة بي».

### مجموعة جيمس ويلسون برايت في كلية جوتشر.
اشترت كلية جوتشر في بالتيمور بولاية ماريلاند مجموعة برايت التعليمية التي يبلغ حجمها 4000 مجلد للنصوص الأنجلو ساكسونية والإنجليزية الوسطى والإنجليزية الحديثة المبكرة. قبل وفاته بفترة وجيزة في عام 1926. كانت تسجل المجموعة تطور اللغة الإنجليزية كنصوص جامعية. اليوم، تدعم مجموعته البحث في ادب العصرالحديث والحديث المبكر، والدين، والعلوم السياسية، والقانون، واللغويات، والاتصالات.

## روابط خارجية
- Records of the Department of English, Johns Hopkins University
- The James Wilson Bright Collection
- أعمال أو نبذة عن جيمس برايت على أرشيف الإنترنت
- أعمال جيمس برايت في ليبري فوكس